# Dispositiu apuntador

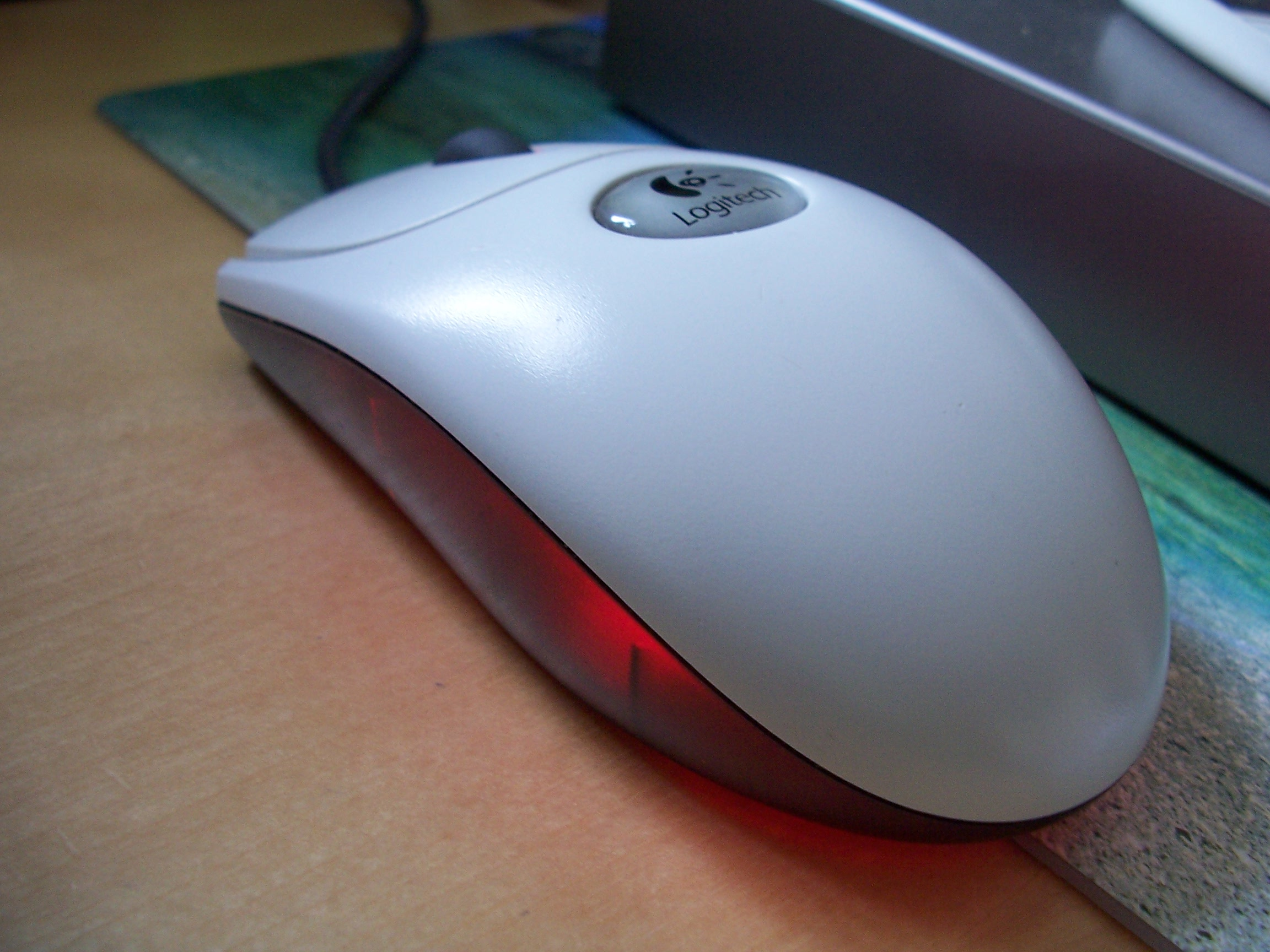
Un ratolí

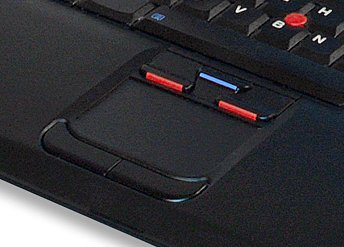
Un touchpad i un stick apuntador en un ordinador portàtil de IBM

Un dispositiu apuntador és un maquinari d'entrada (específicament un dispositiu d'interfície humana) que permet a l'usuari controlar dades espacials (p.e, continuat i multi-dimensional) a un ordinador. Els sistemes de CAD i interfícies gràfiques d'usuari (GUI) permeten a l'usuari controlar i proveir de dades a l'ordinador utilitzant moviments i gestos físics — apuntar, clicar i arrossegar — per exemple, movent un ratolí a través de la superfície de l'escriptori físic i prenent accions amb el ratolí. Els moviments del dispositiu apuntadores va fer ressò a la pantalla pels moviments del cursor i altres canvis visuals.
Mentre el dispositiu apuntador més comú, és el ratolí, s'han desenvolupat molts més dispositius. No obstant això, el terme "ratolí" és comunament usat com una metàfora per als dispositius que mouen el cursor.
Per a la majoria dels dispositius apuntadors, la llei de Paul Fitts es pot utilitzar per predir la velocitat amb què els usuaris poden apuntar en una posició.

## Dispositius apuntadors comuns

### Basats en el moviment d'un objecte

#### Ratolí
Un ratolí és un petit dispositiu portàtil empès sobre una superfície horitzontal.
Un ratolí fa moure el punter gràfic fent-se lliscar a través d'una superfície llisa. El ratolins convencionals de bola utilitzen una pilota per crear aquesta acció: la pilota està en contacte amb dos petits raigs que s'estableixen en angles rectes entre si. A mesura que la bola es mou aquests eixos giren, i la rotació es mesura pels sensors dins del ratolí. La informació de distància i direcció presa pels sensors, es transmet llavors a l'ordinador i l'equip mou el punter gràfic per la pantalla seguint els moviments del ratolí. Un altre ratolí comú és el ratolí òptic. Aquest dispositiu és molt similar a la del ratolí convencional, però utilitza la llum visible o infraroja en lloc d'una bola rodant per detectar els canvis en la posició.

##### Mini-ratolí
Un mini-ratolí és un ratolí amb mida semblant a un ou per a ús en ordinadors portàtils; en general prou petit com per ser usats en una àrea lliure del cos portàtil en si, és típicament òptic, s'inclou un allargador elèctric i utilitza una connexió USB per funcionar.

#### Ratolí de bola
Un ratolí de bola (en anglès trackball) és un dispositiu apuntador que consisteix d'una bola ubicat en un sòcol que conté sensors per detectar la rotació de la bola al voltant de dos eixos, de manera similar a un ratolí convencional: com l'usuari fa girar la bola amb el polze, els dits o el palmell del punter a la pantalla també es mourà. Els ratolins de bola s'utilitzen comunament en estacions de treball CAD per la facilitat d'ús, on pot no haver espai a l'escriptori per utilitzar un ratolí. Alguns estan acoblats al teclat i tenen botons amb la mateixa funcionalitat que els botons del ratolí. També hi ha versions sense fils que ofereixen una gamma diversa de posicions ergonòmiques per a l'usuari.

#### Palanca de control
- Les palanques de control isotònics són palanques de mà, on l'usuari pot canviar o virar lliurement la posició de la palanca, amb una força més o menys constant. N'hi ha de gitals i d'analògics.
- Palanques de control isomètriques –on l'usuari controla la palanca variant la quantitat de força que l'empeny— i la posició de la palanca roman més o menys constant. Les palanques de control isomètriques són difícils d'utilitzar a causa de la manca de retroalimentació tàctil proporcionada per una palanca de control actual.

#### Stick apuntador
Un stick apuntador és una palanqueta petita sensible a la pressió utilitzada com una palanca de control. En general es troben incorporades en els portàtils entre les tecles 'G', 'H' i 'B'. S'opera mitjançant la detecció de la força aplicada per l'usuari. els corresponents botons del "ratolí" són comunament situats just a sota de la barra d'espai. També es troba en ratolins i alguns teclats d'escriptori.

### Basat en la superfície accionada

#### Tauleta gràfica

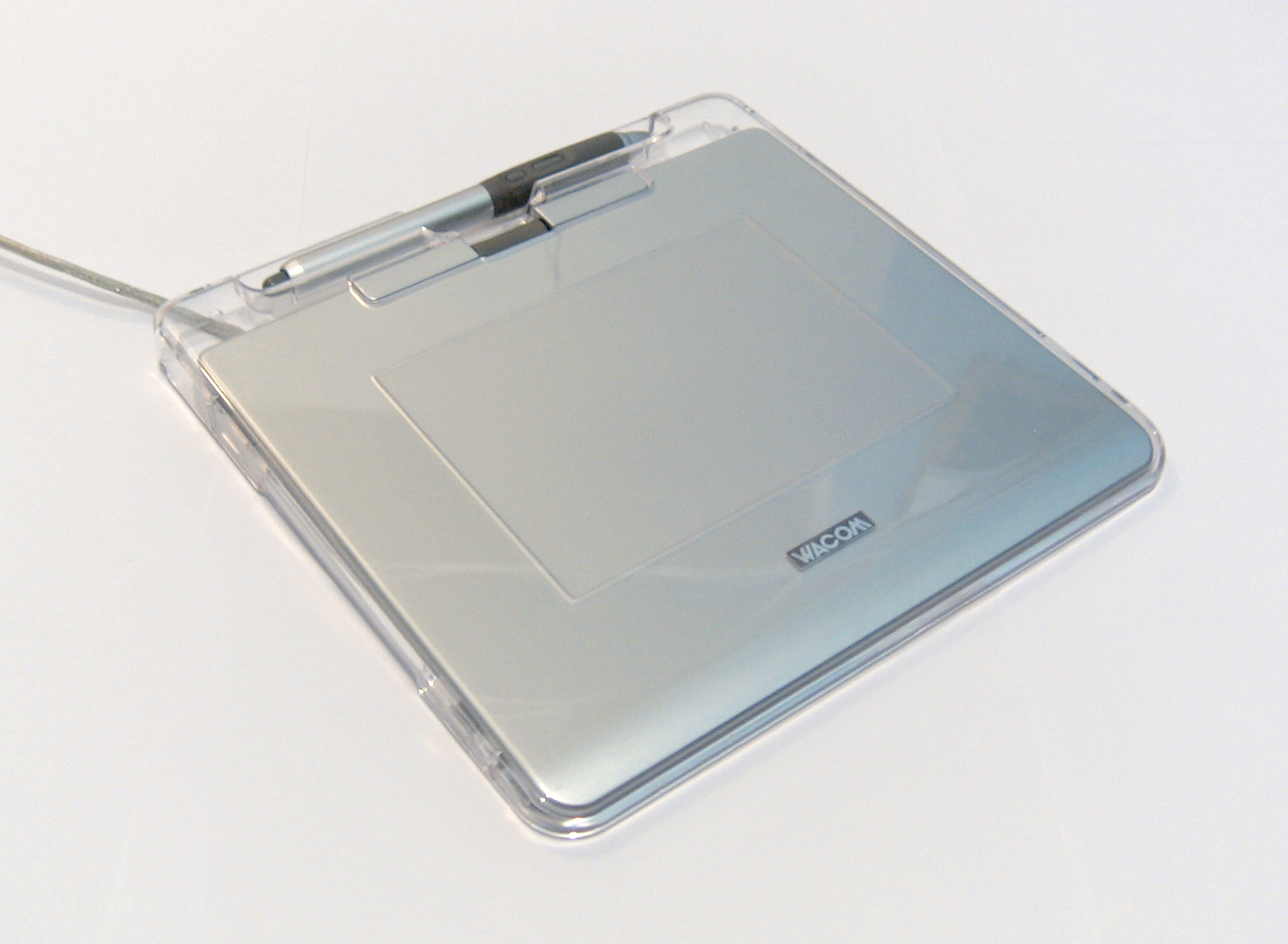
Una tauleta gràfica amb un llapis

Una tauleta gràfica o tauleta digitalitzadora és una tauleta especial similar a un ratolí tàctil (o touchpad), però controlada amb un bolígraf o un llapis òptic que es porta a terme i s'utilitza com un bolígraf o llapis normal. El polze normalment controla el clic a través d'un botó a la part superior del llapis, o tocant en la superfície de la tauleta.
Un cursor (també anomenat disc) és similar a un ratolí, excepte que té una finestra amb una creu per a la col·locació mil·limètrica, i pot tenir fins a 16 botons. Un bolígraf (també conegut com un llapis) té l'aparença d'un bolígraf simple, però utilitza un capçal electrònic en lloc de tinta. La tauleta conté components electrònics que li permeten detectar el moviment del cursor o llapis i traduir els moviments en senyals digitals que s'envien a l'ordinador." Això és diferent a un ratolí perquè cada punt de la tauleta representa un punt a la pantalla.

#### Estilet

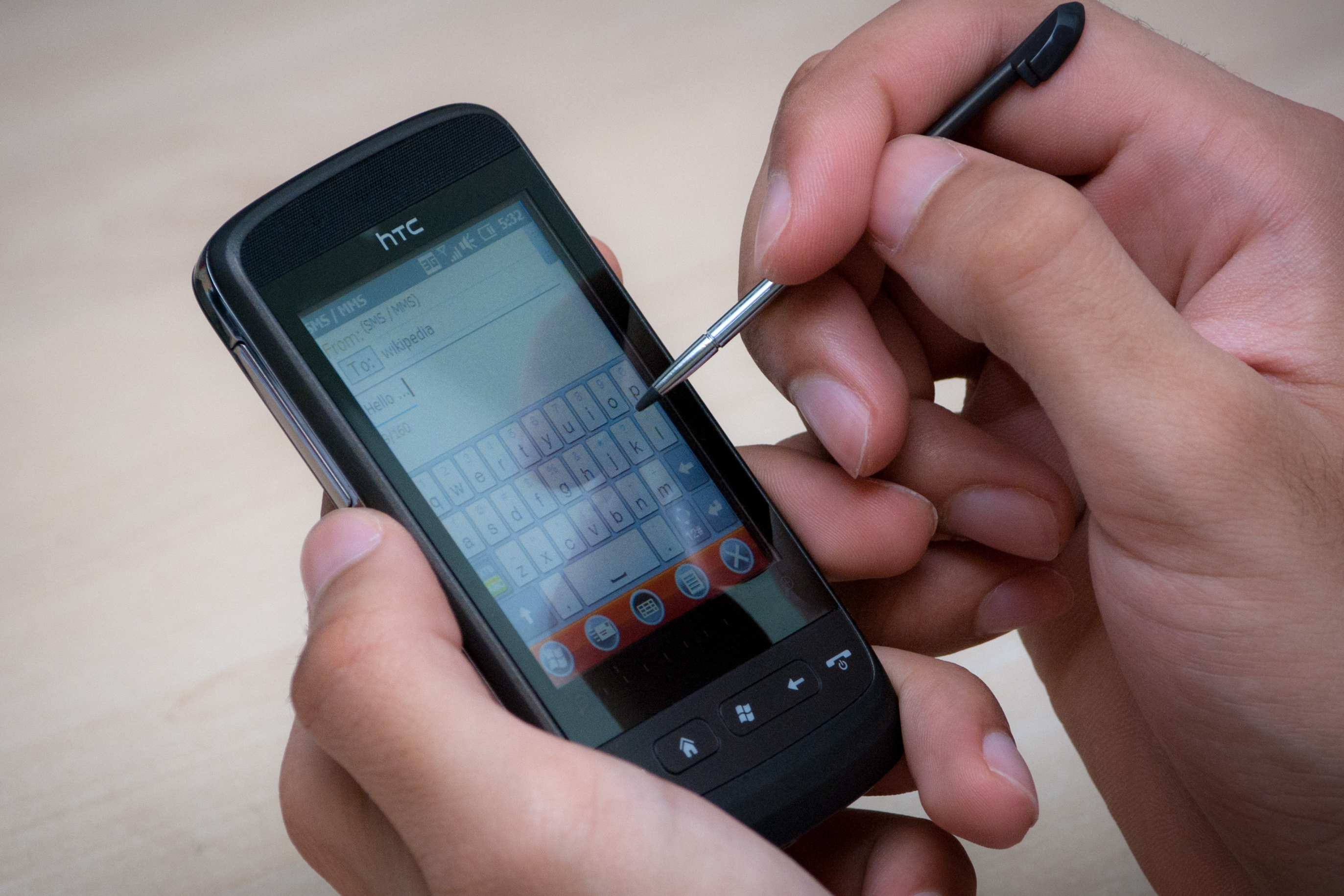
Un telèfon intel·ligent amb un estilet.

Un estilet (informàtica) és un petit llapis en forma d'instrument que s'utilitza per fer dur a terme accions a monitors d'ordinador, dispositius mòbils o tauletes gràfiques. L'estilet és el dispositiu d'entrada principal per a ordinadors de butxaca i telèfons intel·ligents que requereixen alta precisió, encara que els dispositius amb entrada digital multitàctil amb pantalles tàctils capacitatives són cada vegada més famosos que els dispositius utilitzats amb llapis en el mercat de telèfons intel·ligents.

#### Touchpad

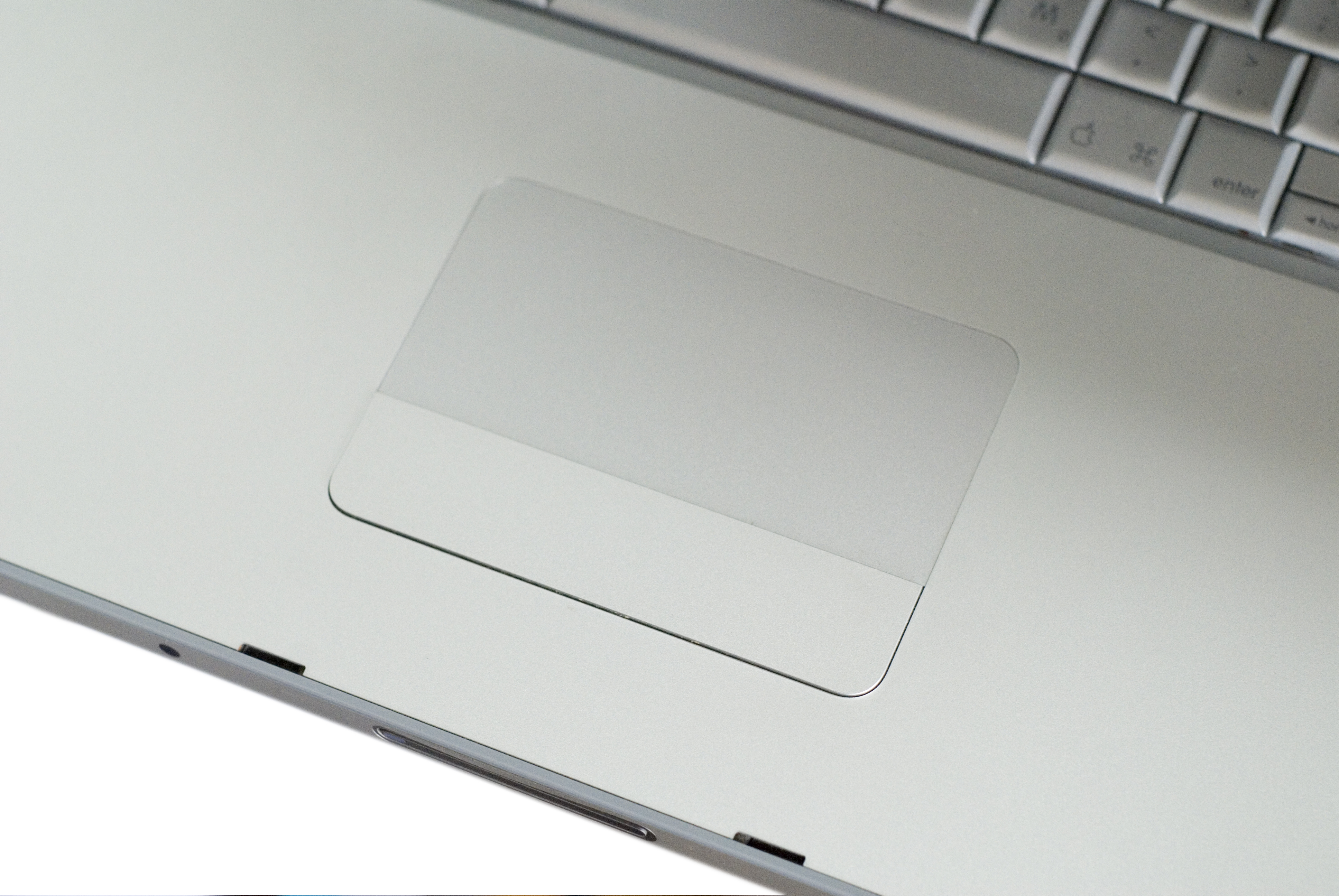
Trackpad en un Apple MacBook Pro

Un touchpad o trackpad és una superfície plana i prima que detecta el contacte dels dits. És un dispositiu estacionari apuntador, comunament utilitzat en ordinadors portàtils. Almenys es prové d'un botó físic que normalment ve amb el touchpad, però l'usuari també pot generar un clic de ratolí colpejant lleugerament la superfície del touchpad. Les característiques avançades inclouen la sensibilitat a la pressió i els gestos especials, com ara el desplaçament en moure un dit al llarg d'una vora.
S'utilitza una sèrie de dues capes d'elèctrodes per mesurar el moviment del dit: una capa té fileres verticals d'elèctrodes que manegen el moviment vertical, i l'altra capa són horitzontals per manejar els moviments horitzontals.

#### Pantalla tàctil

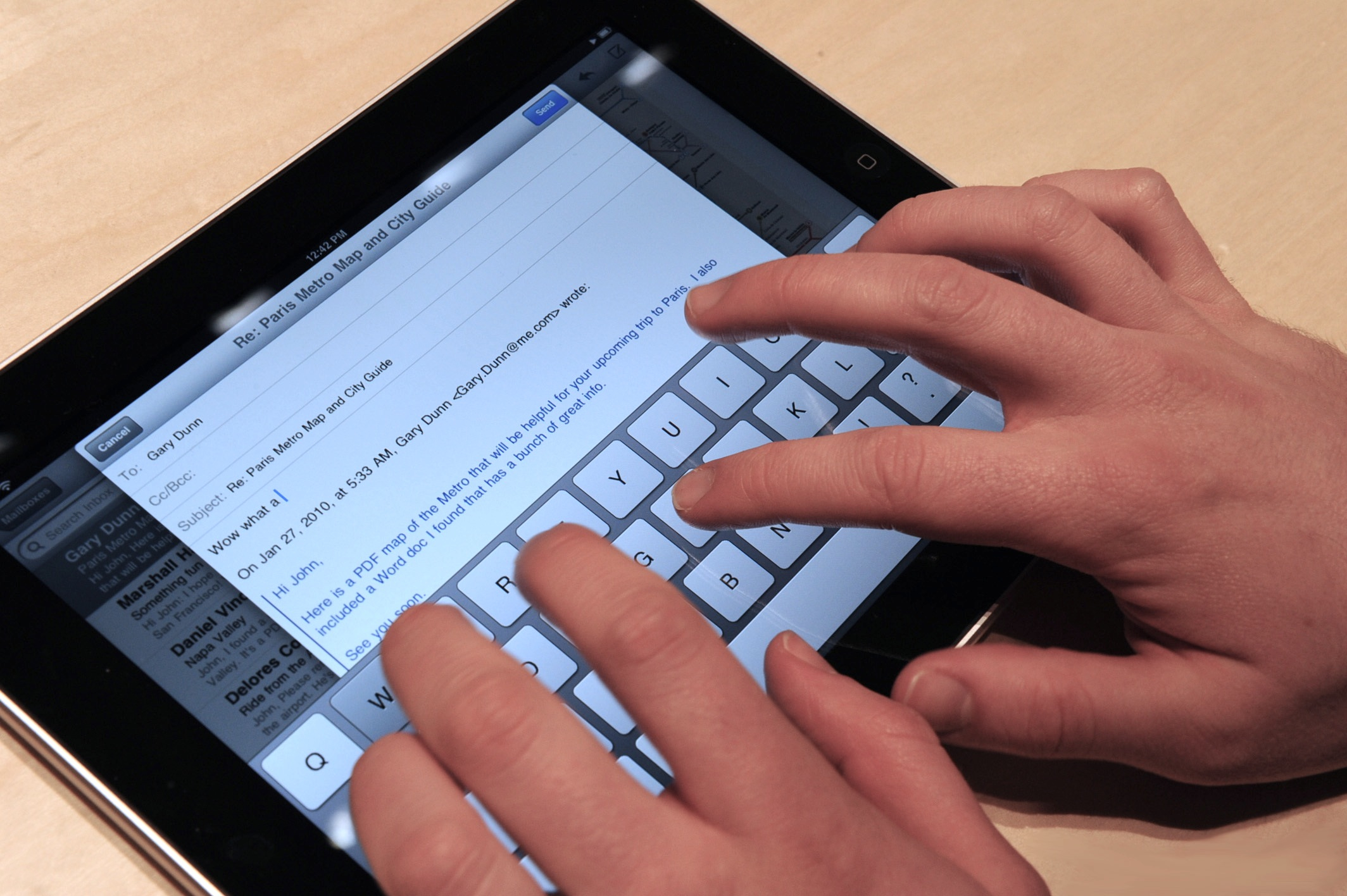
Un teclat virtual en un iPad

Una pantalla tàctil (o touchscreen en anglès) és un dispositiu incorporat a la pantalla del monitor, o sistema LCD d'ordinadors portàtils. Els usuaris interaccionen amb el dispositiu físicament pressionant elements que es mostren a la pantalla, ja sigui amb els dits o alguna eina d'ajuda.
Hi ha diverses tecnologies que es poden utilitzar per detectar el tacte. Les pantalles tàctils resistives i capacitives tenen materials conductors incrustats en el vidre i detecten la posició del contacte mitjançant el mesurament de canvis en el corrent elèctric. Els controladors d'infrarojos projecten una xarxa de raigs infrarojos inserits en el marc que envolta la pantalla del monitor en si, i detecta quan un objecte és travessat.
Les pantalles tàctils modernes poden ser utilitzades en conjunció amb dispositius apuntadors stylus, mentre que els que funcionen per infrarojos no requereixen contacte físic, però reconeixen el moviment de les mans i els dits en una certa distància mínima de la pantalla real.
Les pantalles tàctils són cada vegada famoses amb la introducció d'ordinadors palmtop com els proveïts pel fabricant de maquinari Palm, Inc., algunes classes d'ordinadors portàtils d'alta gamma, telèfons intel·ligents com el HTC o l'iPhone d'Apple Inc., i la disponibilitat de controladors estàndards de pantalles tàctils en sistemes operatius Symbian, Palm OS, Mac OS X i Microsoft Windows.

## Altres dispositius
- Un llapis òptic és un dispositiu amb un ús similar a una pantalla tàctil, però utilitza un llapis especial, sensible a la llum en lloc del dit, el que permet una major precisió. A mesura que la punta del llapis fa contacte amb la pantalla, s'envia un senyal a l'ordinador que conté les coordenades dels píxels en aquest punt. Pot ser utilitzat per dibuixar a la pantalla de l'ordinador o fer seleccions de menú, i no requereix una pantalla tàctil especial, ja que funciona amb qualsevol monitor CRT.
- Pistola de llum

- Ratolí de Palm – utilitzats en ordinadors palm i funciona amb només dos botons, els moviments a través de la pantalla corresponen al toc d'un bolígraf, i la pressió augmenta la velocitat de moviment.
- Ratolí de peu – una variant de ratolí per a aquells que no volen o no poden fer servir les mans o el cap, sinó que ofereix accions amb el peu.
- Pucks: Semblant a un ratolí, en realitat és un disc, el qual, en lloc de seguir la velocitat del dispositiu, es fa un seguiment de la posició absoluta d'un punt al dispositiu (típicament un conjunt de creuetes pintades en una pestanya de plàstic transparent que sobresurt des de la part superior de la pastilla). Els Pucks s'utilitzen normalment per al seguiment en treball de CAD/CAM/CAE, i són sovint accessoris per a les tauletes gràfiques més grans.
- Dispositius de seguiment d'ulls – Un ratolí controla els moviments de l'usuari de seu globus ocular/retina, el que permet la manipulació del cursor sense tocar.
- Ratolí de dits – Un ratolí molt petit controlat només per dos dits, l'usuari el pot sostenir en qualsevol posició
- Ratolí giroscòpic - un giroscopi detecta el moviment del ratolí mentre es mou per l'aire. Els usuaris poden utilitzar un ratolí giroscòpic quan no tenen espai per a un ratolí normal o ha de donar ordres mentre s'està dret. Aquest dispositiu d'entrada no necessita neteja i pot tenir molts botons extra, de fet, alguns portàtils que s'utilitzen com a televisors venen amb ratolins giroscòpics, i de pas, comandaments a distància amb pantalla LCD incorporada
- Volant de direcció - es pot considerar com un dispositiu 1D apuntador - vegeu també la secció de volant en l'article de Controlador de videojoc
- paddle - un altre dispositiu 1D apuntant
- jog dial - un altre dispositiu 1D apuntant
- Columna de control (o yoke en anglès): El volant de les aeronaus
- Alguns dispositius d'entrada d'alt grau de llibertat
- spaceBall - Controlador de 6 graus de llibertat
- dispositius apuntadors discrets
- Creu direccional (o D-pad/directional pad en anglès) - un teclat simple
- Estora de ball - s'utilitza per apuntar en certs moviments amb els peus
- Wii Remote (/Wiimote) - punter que funciona amb un sensor de moviment que controla la Wii
- ratolí de sabó - un dispositiu apuntador portàtil basat en la tecnologia existent del ratolí òptic sense fils
- Apuntador làser - es poden utilitzar en les presentacions com a dispositiu apuntador